# Evangelische Pfarrkirche Unterschützen

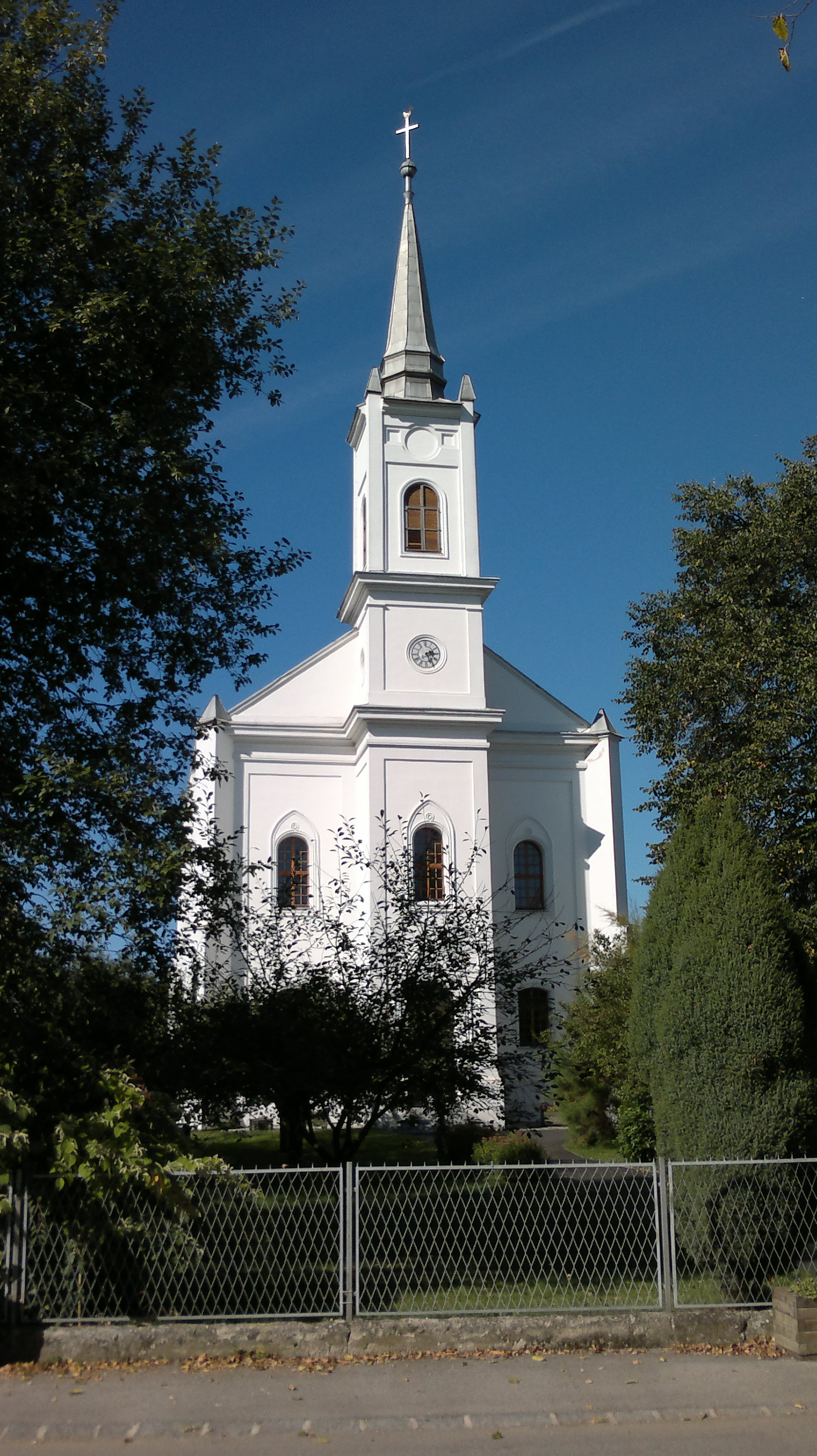
Evangelische Pfarrkirche in Unterschützen

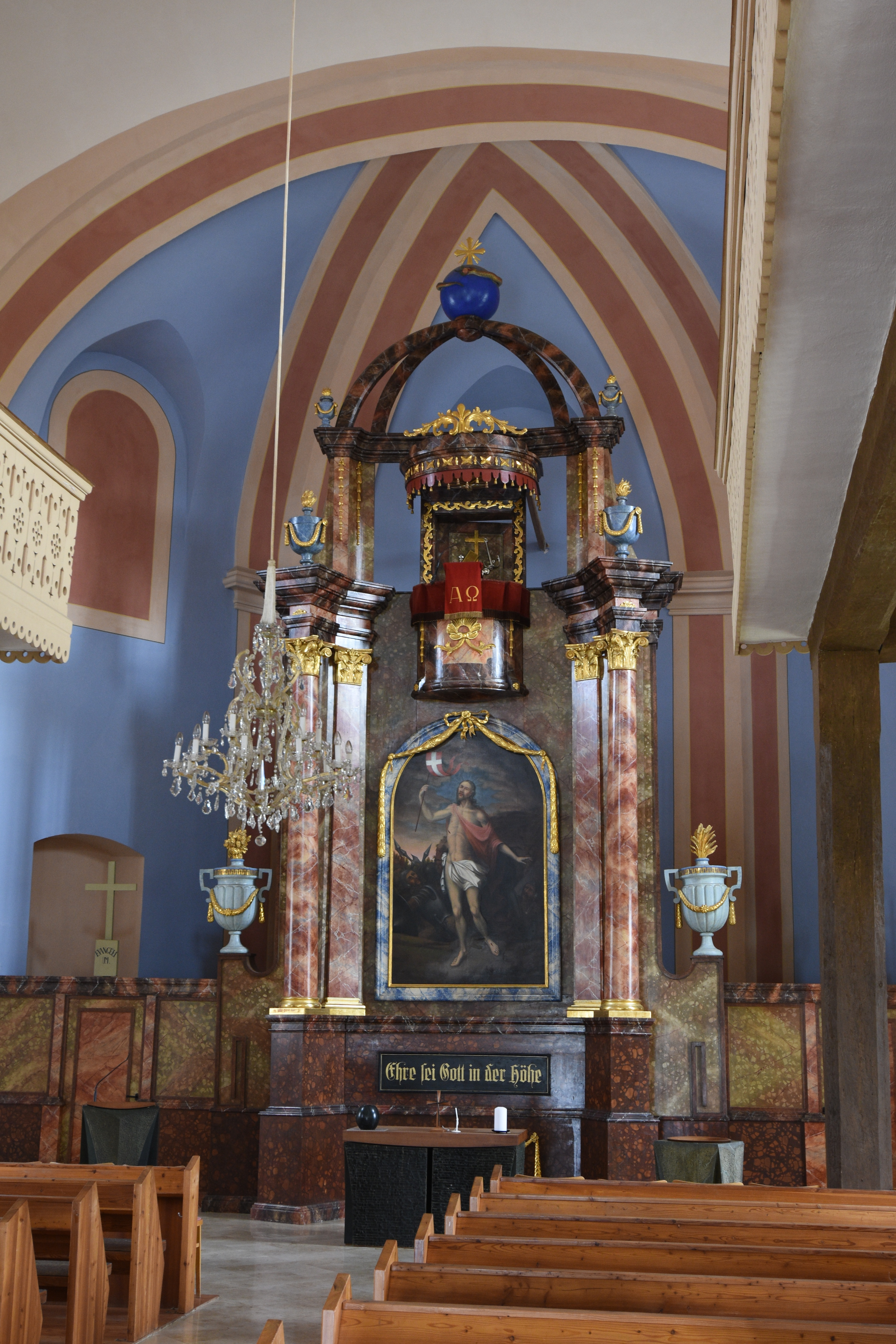
Kanzelaltar

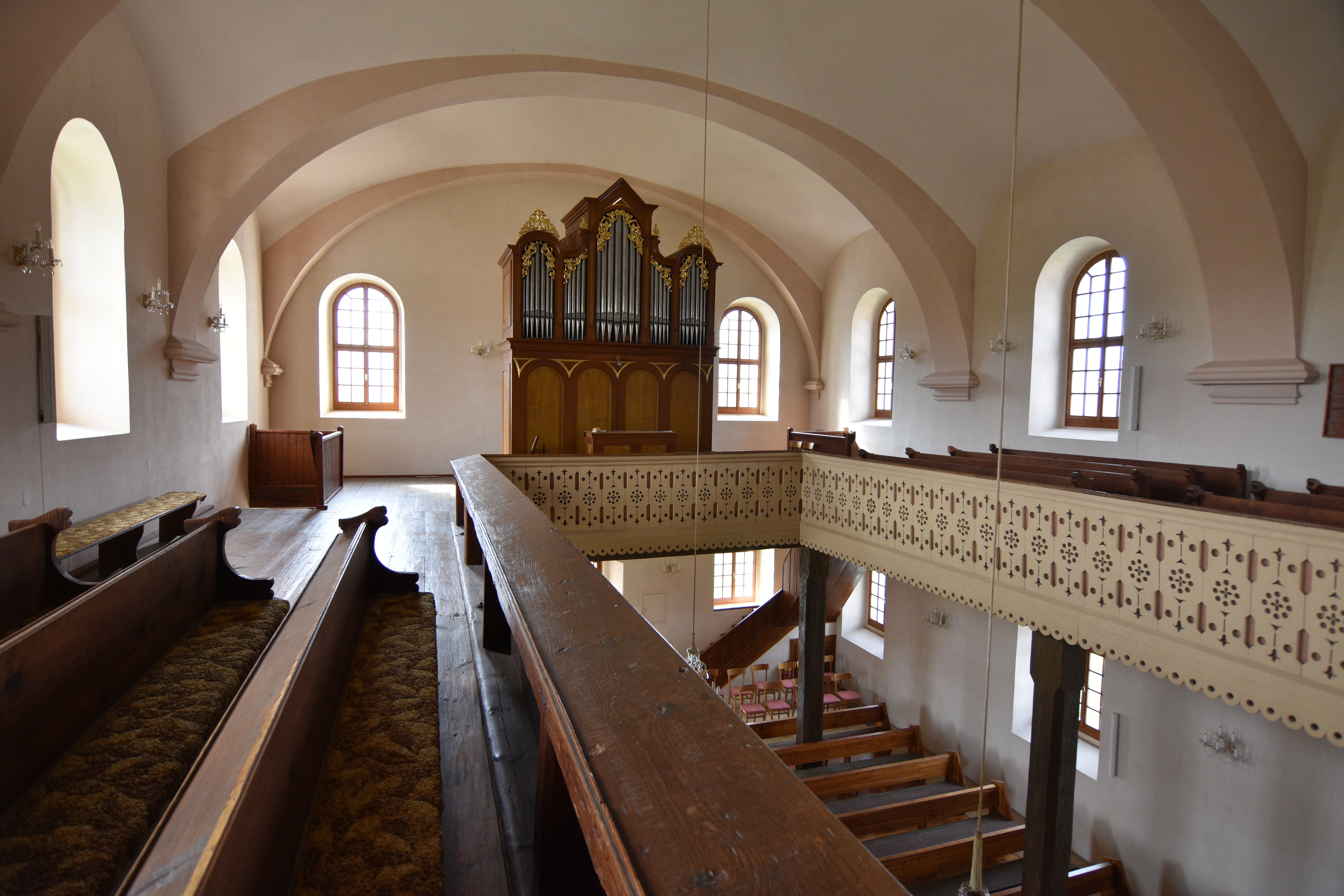
Innenansicht mit Orgel

Die evangelisch-lutherische Pfarrkirche Unterschützen A. B. steht im Dorf Unterschützen in der Gemeinde Oberschützen im Bezirk Oberwart im Burgenland. Die Pfarrkirche gehört zur Superintendentur A. B. Burgenland und steht unter Denkmalschutz (Listeneintrag).

## Geschichte
Die Königsberger auf Burg Bernstein führten als Grundherren von Unterschützen die Reformation ein, als erster evangelischer Pfarrer amtierte 1565 bis 1580 Alexius Pichler. Mit der Durchsetzung der Gegenreformation um 1600 wurde die Ausübung des evangelischen Glaubens nur noch in Form des Kryptoprotestantismus möglich. Nach dem josephinischen Toleranzedikt von 1781 bekannte sich mit 462 Einwohnern die überwältigende Mehrheit der Unterschützener Bevölkerung zum Protestantismus. 1858 wurde die Bauerlaubnis zur Errichtung einer eigenen Kirche erteilt, am 12. September 1859 erfolgte die Grundsteinlegung, am 24. November 1861 ihre Einweihung durch Superintendent Matthias Haubner. 1863 wurde Unterschützen aus dem Pfarrverband von Oberschützen gelöst und als Pfarre selbständig, als erster Pfarrer wurde Eduard Schmidág berufen.
1864 erhielt die Kirche ihre erste Glocke sowie 1873 als Geschenk von Kaiser Wilhelm I. eine aus erbeuteten Geschützen des Deutsch-Französischen Kriegs gegossene große Glocke, die aber beide den Glockenbeschlagnahmungen der beiden Weltkriege zum Opfer fielen und 1925 bzw. 1955 ersetzt wurden.

## Architektur
Die im Rundbogenstil erbaute Saalkirche besitzt einen vorgesetzten schlanken Glockenturm mit Spitzhelm und als Altarhaus eine polygonale Apsis. Der durch Kuppelsegmente (sog. Platzlgewölbe) über kräftigen Schwibbögen gewölbte Kirchenraum besitzt eine dreiseitig umlaufende Galerie mit durchbrochener Balustrade.

## Ausstattung
Die Apsis nimmt der in barocken Formen gehaltene, 1861 vom Tischler J. Stoka geschaffene hohe Kanzelaltar ein. Das Altarbild mit der Auferstehung des Herrn schuf Johann Rohrer.
Die Orgel mit 11 Registern auf einem Manual und Pedal baute 1870 Friedrich Werner aus Graz und wurde 1997 von Wolfgang Karner restauriert.